# Bisbat de Quimper

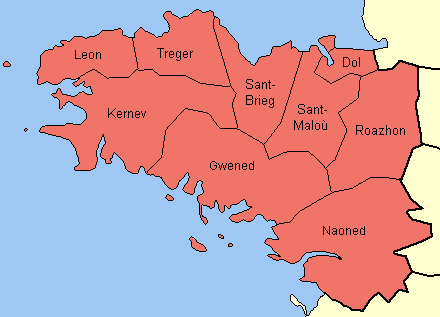
Les diòcesis històriques de Bretanya, abans de la revolució francesa: la de Quimper està indicada amb el nom bretó de Kernev.

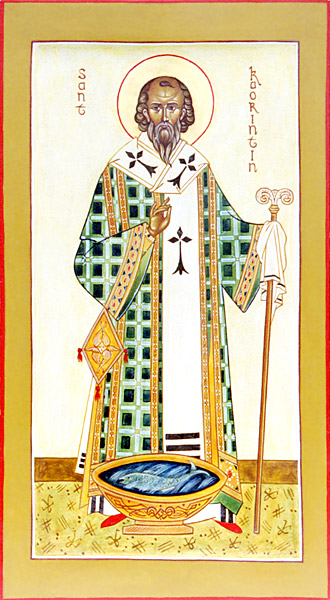
Icona moderna representant a sant Corentino, protobisbe de la diòcesi.

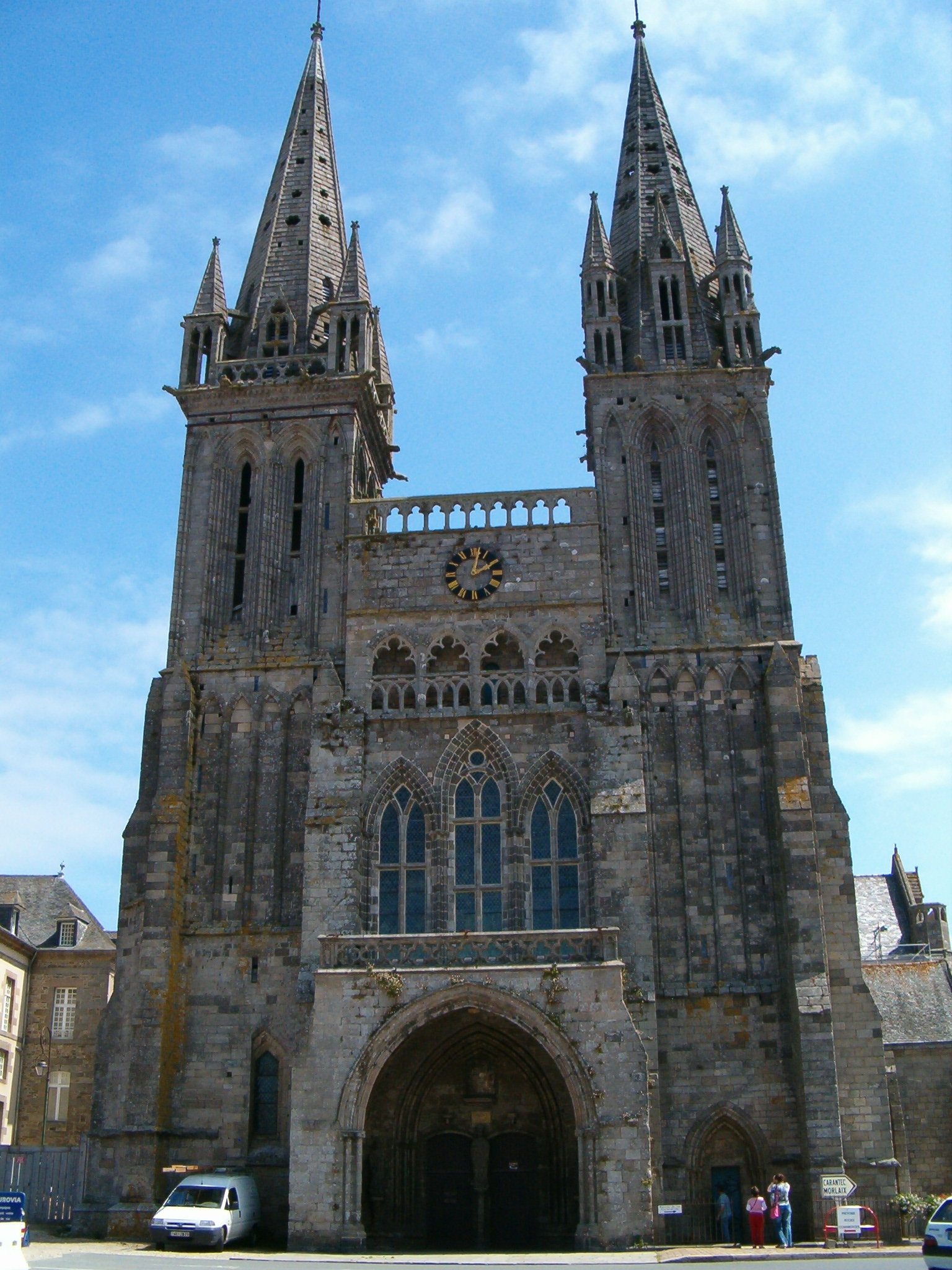
L'ex cattedrale di San Pau Aurelià a Saint-Pol-de-Léon.

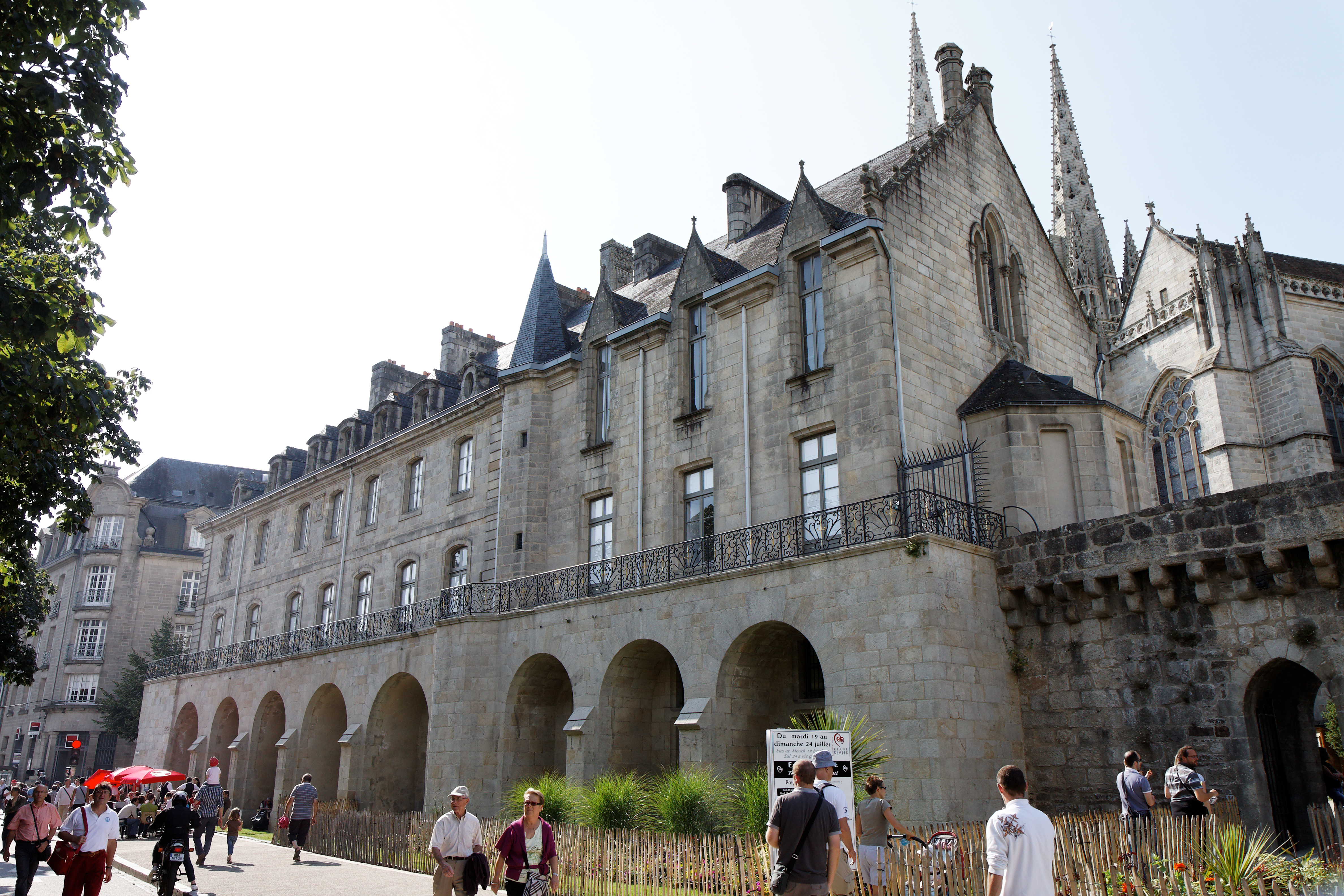
L'antic palau episcopal, avui seu del museu departamental bretó.

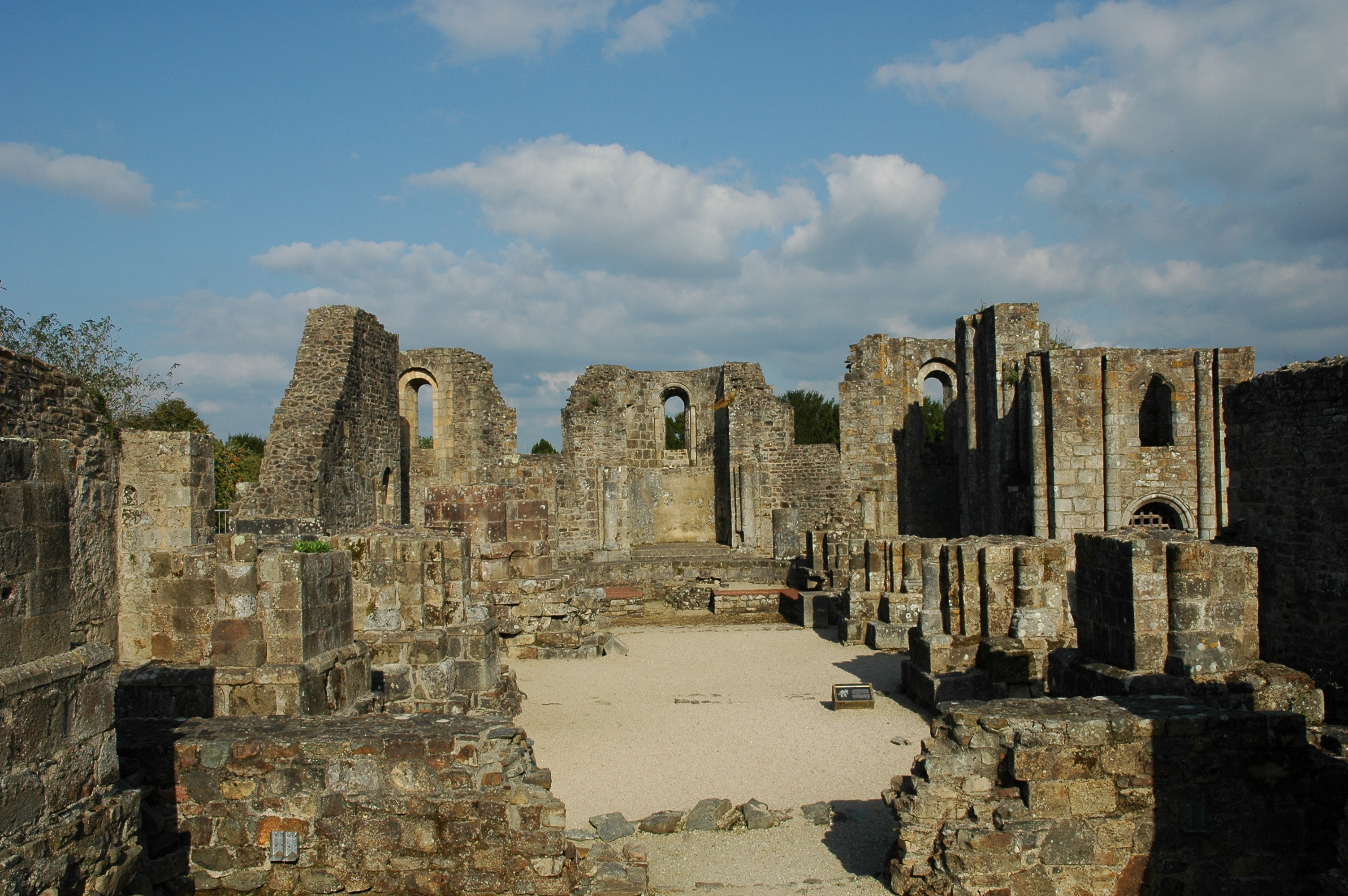
Runes de l'antiga abadia de Landévennec, fundada per sant Vinvaleu el.

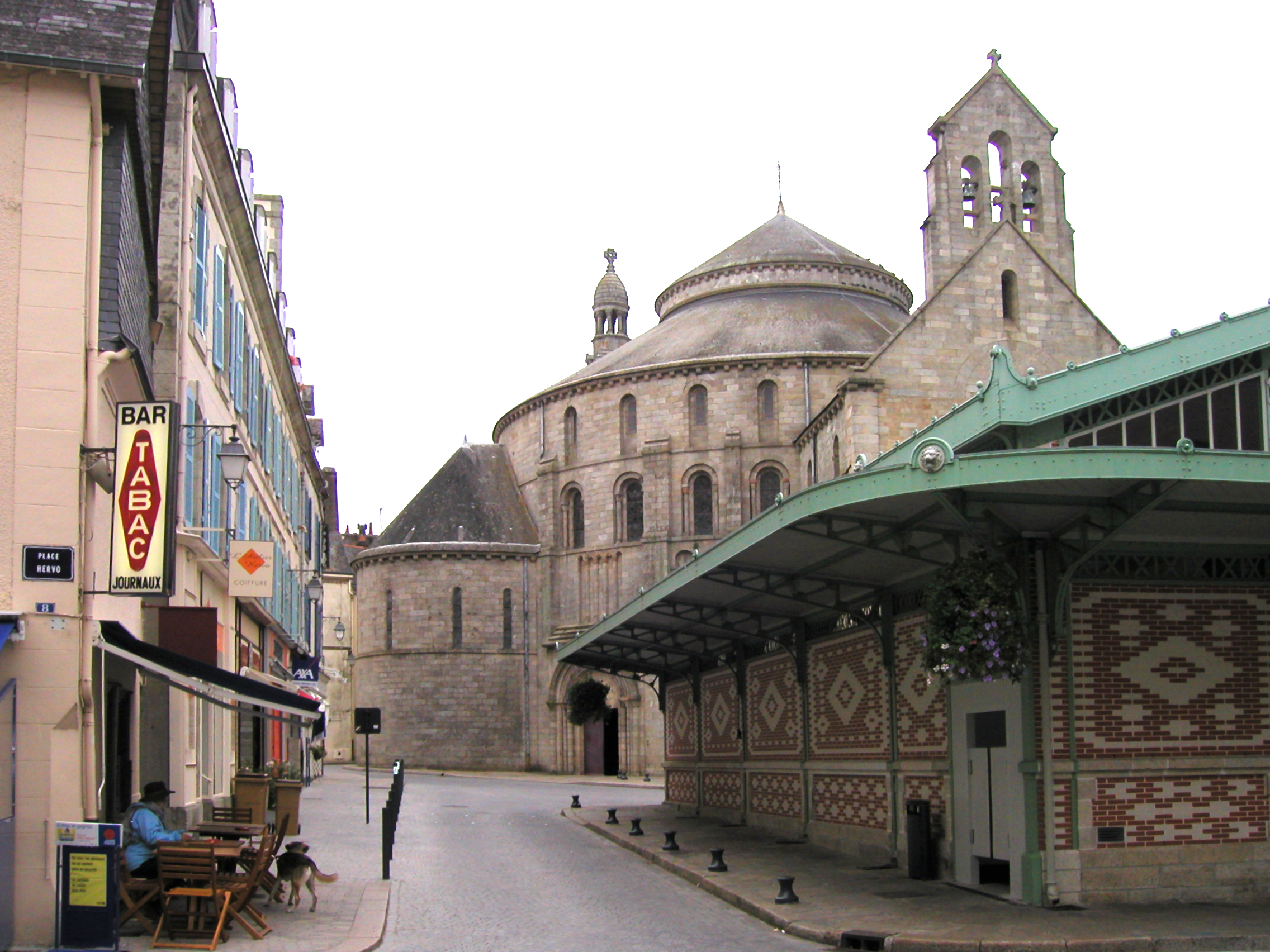
L'església de l'abadia Sainte-Croix de Quimperlé, fundada el 1029.

El bisbat de Quimper  (francès: Diocèse de Quimper, llatí: Dioecesis Corisopitensis) és una seu de l'Església Catòlica a França, sufragània de l'arquebisbat de Rennes. Al 2014 tenia 733.000 batejats sobre una població de 899.870 habitants. Actualment està regida pel bisbe Laurent Dognin.

## Territori
La diòcesi està situadaa l'extrem occidental de Bretanya, i comprèn el departament francès de Finistère.
La seu episcopal és la ciutat de Quimper, on es troba la catedral de Sant Corentí. A Saint-Pol-de-Léon es troba l'ex catedral de sant Pau Aurelià.
El territori s'estén sobre 6.785 km² ², i està dividit en 323 parròquies, agrupades en 14 vicariats i 3 ardiaconats.

## Història
Els orígens de la diòcesi de Cornualla, una regió històrica de Bretanya, estan envoltats de llegenda. Segons l'historiador Waquet, no pot ser abans del segle vi; la tradició reconeix com a primer bisbe i fundador a sant Corentí. No obstant això, la successió episcopal fins al segle ix no és certa i té buits fins a finals del segle següent. La diòcesi està certificada amb certesa des de les primeres dècades del segle ix, en el període carolingi, amb el bisbe Felice, que va ser deposat quan el rei bretó Nominoë va prendre el poder a la regió.
L. Duchesne i H. Waquet especulen que la diòcesi de Cornualla és la continuació de la diòcesi dels coriosolites, la civitas en la Gàl·lia Celta tercera (avui Corseul), i que està testificada a la Notitia Galliarum de principis del segle v. D'acord amb aquests autors poden pertànyer a aquesta antiga bisbes diocesans que hi eren presents, però sense les especificacions de pertinença al lloc, els concilis d'453 i de Vannes del 465. En aquests concilis van estar presents els bisbes de la província eclesiàstica de l'arxidiòcesi de Tours, a la qual pertanyien la civitas Coriosolitum i la diòcesi de Cornualla.
Després de la reconquista de Bretanya pels francesos, es va imposar el règim feudal. Poc després de l'any mil, el bisbe Benoît II va exercir tant el poder religiós com el civil. Encara el 1789, els bisbes de Quimper portaven el títol de comtes de Cornualla. La seva jurisdicció es va estendre per la ciutat i unes trenta parròquies de la diòcesi.
A l'edat mitjana, el capítol de Quimper estava format per dos ardiaques, un cantant, un tresorer, un teòleg i dotze canonges. La catedral va ser construïda a partir del final del segle xiii, però les obres van continuar en els segles següents i es van completar a principis del segle xvi.
El seminari diocesà es va establir a finals del segle XVII durant l'episcopat de François de Coëtlogon-Méjusseaume. També hi va haver un altre seminari a Plouguernével, que després de la revolució formaria part de la diòcesi de Saint-Brieuc.
En el moment de la revolució, la diòcesi incloïa 180 parròquies, agrupades en 2 ardiaconats (Cornualla i Poher) i 8 deganats. També hi havia 9 abadies, incloses les de Quimperlé i de Landévennec, i 14 priorats.
Després del concordat, i mitjançant la butlla Qui Christi Domini del Papa Pius VII del 29 de novembre de 1801, la diòcesi de Quimper va ser ampliada, incorporant el territori de la diòcesi de Sant-Pol-de-Léon, que va ser suprimida, així com parts de la diòcesi de Tréguier, de Dol (també suprimit) i de Vannes. A canvi li va donar algunes parts del territori a les diòcesis de Saint-Brieuc i Vannes.
Des del 23 de novembre de 1853, els bisbes de Quimper podien afegir el títol de la seu suprimida de Saint-Pol de Léon al seu títol.
El 3 de gener de 1859 la diòcesi va passar a formar part de la província eclesiàstica de l'arxidiòcesi de Rennes.

## Cronologia episcopal
El catàleg dels bisbes de Quimper ha arribat a nosaltres en una doble redacció antiga, una continguda en el cartulari de l'església de Quimper i la segona en l'abadia Sainte-Croix de Quimperlé (Finistère). Aquest últim acaba de primer amb el bisbe Raoul († 1158), i amb posteriors addicions arriba al bisbe Rainaud († 1245). El primer catàleg, idèntic al segon de la part comuna, arriba fins a Gatien de Monceaux († 1416)). Partint del bisbe Bundic (Benedetto), el dia 13 de les llistes, el catàleg és verificable amb els documents històrics; Per als bisbes anteriors, però, "els noms semblen estar ordenats aleatòriament" (Waquet), el que fa que "el control del catàleg sigui molt difícil" (Duchesne).
- San Corentino † (segle vi)[10]
- San Guennoco †
- Sant'Alloro †
- Guntebedo †
- Morgueteno †
- Tremerino †
- Ragiano †
- Alureto †
- Guloeto †[11]
- Felice † (abans del 835 - 848 deposat)[12]
- Anaweteno[13] † (abans del 851/857 - després del 859)
- Felice † (menzionato nell'866) (per la seconda volta)
- Salvatore † (finals del segle ix)[14]
- Benedetto I[15] † (primera meitat del segle x)
- Salomone[16] † (citat el 958)
- Orazio † (citat el 990)[17]
- Benoît II † (? - 1022 renuncià)
- Orscand † (abans de 1029 - vers 1064 mort)
- Benoît III † (1064 - 2 de gener de 1113 mort)
- Robert † (després de 1113 - 1130 mort)
- Raoul † (abans de 1140 - 4 de març de 1159 mort)
- Bernard de Moëlan † (1159 - 2 d'agost de 1167 mort)
- Geoffroy † (1167 - 13 d'agost de 1185 mort)
- Thébaut † (1185 - 18 de maig de 1192 mort)
- Guillaume † (juny de 1192 - 15 de desembre de 1218 mort)
- Rainaud † (juliol de 1219 - 5 de maig de 1245 mort)
- Hervé de Landeleau † (1245 - 9 d'agost de 1261 mort)
- Guy de Plounévez † (1261 - 12 de juliol de 1267 mort)
- Yves Cabellic † (1267 - 1280 mort)
  - Guillaume de Locmaria † (1280 - 1283 mort) (bisbe electe).[18]
- Even de la Forest † (14 de maig de 1283 - 14 de març de 1290 mort)
- Alain Rivelen o Morel † (1290 - 13 de desembre de 1320 mort)
- Thomas d'Anast † (18 de febrer de 1321 - 19 de juny de 1322 mort)
- Bernard du Plouget, O.F.M. † (19 de juliol de 1322 - 20 de juny de 1324 nomenat bisbe de Nîmes)
- Guy de Laval † (22 de juny de 1324 - 13 de març de 1326 nomenat bisbe de Le Mans)
- Giacomo de Corvo, O.P. † (13 de març de 1326 - 31 d'agost de 1330 nomenat bisbe de Tolone)
- Yves Le Prévôt de Bois Boëssel † (31 d'agost de 1330 - 22 de gener de 1333 nomenat bisbe de Saint-Malo)
- Alain Gonthier † (22 de gener de 1333 - vers 1335 mort)
- Alain Le Gall de Riec † (1336 - 1352 mort)
- Geoffroy de Coëtmoisan † (3 d'octubre de 1352 - 20 de març de 1357 nomenat bisbe de Dol)
- Geoffroy Le Marhec † (20 de març de 1357 - 1383 mort)
- Thebaud de Malestroit † (3 de desembre de 1383 - maig de 1408 mort)
- Gatien de Monceaux † (16 de juny de 1408 - 16 d'octubre de 1416 mort)
- Bertrand de Rosmadec † (febrer de 1417 - agost de 1444 renuncià)
- Alain de Lespervez, O.F.M. † (24 d'agost de 1444 - 16 de gener de 1451 nomenat arquebisbe titular de Cesarea)
- Jean de Lespervez † (16 de gener de 1451 - 1472 mort)
- Thébaud de Rieux † (16 de juliol de 1472 - 18 de febrer de 1479 mort)
- Guy du Bouchet † (31 de març de 1479 - 10 de gener de 1484 mort)
- Alain Le Maout † (8 de març de 1484 - 2 de novembre de 1493 mort)
- Raoul Le Moël † (13 de novembre de 1493 - 31 de maig de 1501 mort)
- Claude de Rohan † (25 de juny de 1501 - 8 de juliol de 1540 mort)
- Guillaume Éder † (8 de juliol de 1540 - 22 de maig de 1546 mort)
  - Philippe de la Chambre, O.S.B. † (19 de juliol de 1546 - 21 de febrer de 1550 mort) (administrador apostòlic)
  - Niccolò Caetani di Sermoneta † (14 de juliol de 1550 - 5 d'abril de 1560 renuncià) (administrador apostòlic)
- Étienne Boucher † (5 d'abril de 1560 - 20 d'agost de 1573 mort)
- François de la Tour, O.Cist. † (26 d'agost de 1573 - 14 d'octubre de 1583 nomenat bisbe de Tréguier)
- Charles du Liscouët † (15 de novembre de 1583 - 14 de març de 1614 mort)
- Guillaume Le Prestre de Lézonnet † (17 de novembre de 1614 - 8 de novembre de 1640 mort)
- René du Louët † (1 de desembre de 1642 - 11 de febrer de 1668 mort)
- François de Coëtlogon-Méjusseaume † (18 de febrer de 1668 - 6 de novembre de 1706 mort)
- François-Hyacinthe de Ploeuc de Timeur † (11 d'abril de 1707 - 6 o 18 de gener de 1739 mort)
- Augustin-François-Annibal de Farcy de Cuillé † (30 de setembre de 1739 - 28 de juny de 1771 mort)
- Emmanuel-Louis de Grossoles de Flamarens † (14 de desembre de 1772 - 14 de juny de 1773 nomenat bisbe de Perigús)
- Toussaint-François-Joseph Conen de Saint-Luc † (12 de juliol de 1773 - 30 de setembre de 1790 mort)
  - Sede vacante (1790-1802)
- Claude André † (29 d'abril de 1802 - de desembre de 1804 renuncià)
- Pierre-Vincent Dombideau de Crouseilhes † (22 de març de 1805 - 28 de juny de 1823 mort)
- Jean-Marie-Dominique de Poulpiquet de Brescanvel † (3 de maig de 1824 - 1º de maig de 1840 mort)
- Jean-Marie Graveran † (13 de juliol de 1840 - 1 de febrer de 1855 mort)
- Nicolas-Marie Sergent † (23 de març de 1855 - 26 de juliol de 1871 mort)
- Charles-Marie-Denis-Anselme Nouvel de La Flèche † (22 de desembre de 1871 - 1 de juny de 1887 mort)
- Jacques-Théodore Lamarche † (25 de novembre de 1887 - 15 de juny de 1892 mort)
- Henri-Victor Valleau † (19 de gener de 1893 - 24 de desembre de 1898 mort)
- François-Virgile Dubillard † (14 de desembre de 1899 - 16 de desembre de 1907 nomenat arquebisbe de Chambéry)
- Adolphe-Yves-Marie Duparc † (15 de febrer de 1908 - 8 de maig de 1946 mort)
- André-Pierre-François Fauvel † (24 d'abril de 1947 - 28 de febrer de 1968 renuncià)
- Francis Jules Joseph Marie Barbu † (28 de febrer de 1968 - 3 de maig de 1989 jubilat)
- Clément Joseph Marie Raymond Guillon, C.I.M. † (3 de maig de 1989 - 7 de desembre de 2007 jubilat)
- Jean-Marie Le Vert (7 de desembre de 2007 - 22 de gener de 2015 renuncià)
- Laurent Dognin, des del 20 de maig de 2015

## Estadístiques
A finals del 2014, la diòcesi tenia 733.000 batejats sobre una població de 899.870 persones, equivalent al 81,5% del total.
| any  | població | població | població | sacerdots | sacerdots       | sacerdots       | sacerdots             | diaques | religiosos | religiosos | parròquies |
| ---- | -------- | -------- | -------- | --------- | --------------- | --------------- | --------------------- | ------- | ---------- | ---------- | ---------- |
| any  | batejats | total    | %        | total     | clergat secular | clergat regular | batejats por sacerdot | diaques | homes      | dones      |            |
| 1948 | 737.000  | 738.826  | 99,8     | 1.094     | 1.042           | 52              | 673                   |         | 52         | 319        | 325        |
| 1970 | 763.500  | 768.900  | 99,3     | 996       | 916             | 80              | 766                   |         | 420        | 2.600      | 338        |
| 1980 | 812.000  | 818.000  | 99,3     | 804       | 749             | 55              | 1.009                 |         | 346        | 1.996      | 338        |
| 1990 | 812.000  | 840.000  | 96,7     | 655       | 600             | 55              | 1.239                 | 7       | 340        | 1.595      | 337        |
| 1999 | 764.000  | 867.000  | 88,1     | 502       | 454             | 48              | 1.521                 | 12      | 188        | 970        | 337        |
| 2000 | 768.000  | 872.000  | 88,1     | 474       | 434             | 40              | 1.620                 | 12      | 190        | 886        | 337        |
| 2001 | 750.000  | 852.418  | 88,0     | 460       | 420             | 40              | 1.630                 | 13      | 170        | 835        | 337        |
| 2002 | 750.000  | 852.418  | 88,0     | 433       | 401             | 32              | 1.732                 | 16      | 144        | 818        | 337        |
| 2003 | 750.000  | 852.418  | 88,0     | 420       | 390             | 30              | 1.785                 | 17      | 155        | 791        | 337        |
| 2004 | 750.000  | 852.685  | 88,0     | 415       | 375             | 40              | 1.807                 | 18      | 160        | 765        | 337        |
| 2010 | 722.000  | 885.900  | 81,5     | 304       | 277             | 27              | 2.375                 | 27      | 130        | 577        | 323        |
| 2014 | 733.000  | 899.870  | 81,5     | 271       | 239             | 32              | 2.704                 | 33      | 100        | 482        | 323        |